# Betsie Hollants
Elisabeth Maria Hollants von Uyftan (Turnhout, Bélgica, 27 de enero de 1905 – Cuernavaca, México, 9 de junio de 1996), conocida como Betsie Hollants, fue una periodista, lingüista y activista social nacida en Flandes y naturalizada mexicana. Es reconocida por ser una de las fundadoras de la organización Comunicación, Intercambio y Desarrollo Humano en América Latina. Su trabajo vinculó espiritualidad cristiana, justicia social y feminismo en América Latina, con un enfoque particular en la formación comunitaria, el estudio bíblico y los derechos de las mujeres. En la década de 1980, impulsó el proyecto VEMEA (Vejez en México: Estudios y Acción), centrado en el acompañamiento colectivo del envejecimiento.

## Trayectoria

### Europa y Estados Unidos
Proveniente de una familia católica flamenca, Hollants vivió su infancia entre Bélgica y los Países Bajos, junto a ellos se refugió en Tilburg, una ciudad neerlandesa cercana a la frontera con Bélgica, tras el estallido de la Primera Guerra Mundial. A los nueve años, obtuvo su primer trabajo archivando periódicos para un grupo de periodistas, actividad por la cual era retribuida con chocolates.
Estudió en el colegio de las Hermanas de Nuestra Señora y se formó en Filología germánica en la Universidad Católica de Lovaina. Se desempeñó como profesora en el Instituto Heilig Graf de Turnhout, una escuela dirigida por las Canonesas del Santo Sepulcro. Comenzó su carrera periodística en el diario católico De Standaard, donde ingresó como asistente y posteriormente fue ascendida a redactora. Más adelante, se incorporó al equipo del Morgenpost de Amberes, en el que firmaba con sus iniciales E.M.H. para evitar prejuicios de género. Abordó temas sociales y políticos, como el ascenso del nazismo, al racismo y a la situación del País Vasco.

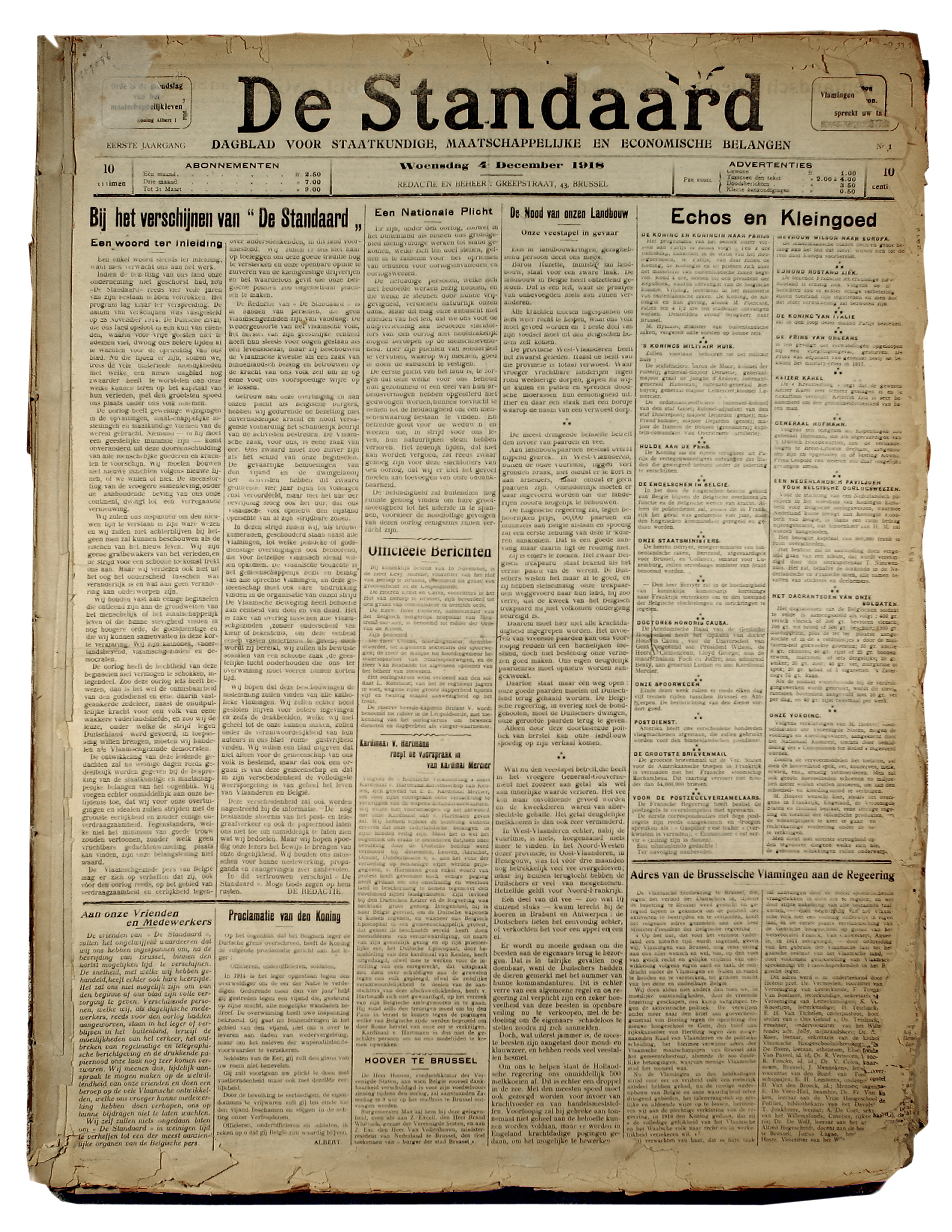

En la década de 1930, Betsie Hollants participó en el Movimiento Mundial contra el Odio Racial y la Miseria Humana (Weltbewegung gegen Rassenhass und Menschennot), impulsado por Irene Harand y con presencia en más de veinte países, que promovía el diálogo interreligioso y combatía el antisemitismo desde una perspectiva cristiana. En 1936, junto con Camille Van Deyck, fundó el Buró Católico para Israel (Katholiek Bureau voor Israël, KBI), una iniciativa orientada al fomento del diálogo judeocristiano en Flandes y a la denuncia del antisemitismo desde la Iglesia católica.

Con la ocupación nazi de Bélgica, Hollants se integró a redes clandestinas de ayuda humanitaria. Renunció a su cargo en De Morgenpost para no colaborar con la prensa controlada por el régimen y, poco después, se unió al semanario Vandaag, vinculado a la resistencia, del cual fue jefa de redacción. Desde sus páginas ejerció una crítica velada al régimen de ocupación y colaboró junto con Magda Peeters en el rescate de personas judías, principalmente mujeres y niñas, a quienes proporcionó documentos falsos y refugio en conventos. Cuando las autoridades alemanas prohibieron la publicación en 1942, Hollants continuó su labor desde la clandestinidad. Más adelante dirigió la revista Bigard, también de línea crítica. Al ser localizada por las autoridades, se refugió en un monasterio, donde permaneció oculta hasta el final de la guerra. Por su labor humanitaria fue distinguida por el Consejo de Organizaciones Judías de Bélgica y, en 2002, reconocida como Justa entre las Naciones por Yad Vashem.

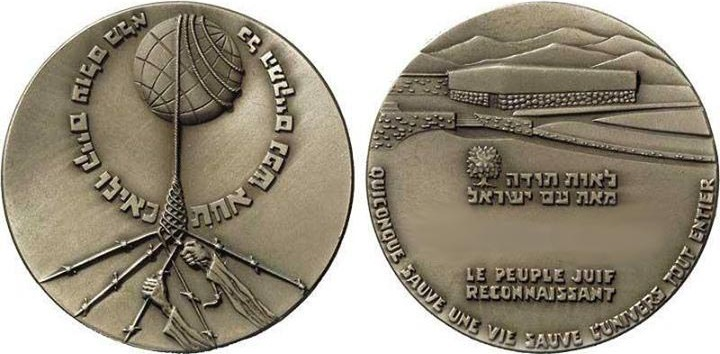
Anverso (izquierda) y reverso (derecha) de la medalla de los Justos entre las Naciones.

Tras la Segunda Guerra Mundial, Hollants se trasladó a Bruselas y trabajó brevemente en el Wit-Gele Kruis (Cruz Blanco-Amarilla). En octubre de 1944 fue nombrada jefa de redacción del diario De Nieuwe Standaard, relanzado tras la liberación de Bélgica, lo que la convirtió en una de las primeras mujeres en asumir un cargo directivo en el periodismo flamenco. En 1945 asistió como corresponsal del Instituto Nacional de Radiodifusión (NIR) a la Conferencia de San Francisco, donde se fundó la Organización de las Naciones Unidas (ONU).
A su regreso, dirigió la revista Penélope, orientada al público femenino, pero abandonó el proyecto por diferencias editoriales. Posteriormente se trasladó a Estados Unidos, donde continuó como corresponsal de la ONU; entre 1946 y 1947, Hollants realizó reportajes sobre la guerra civil en Grecia, cubriendo el conflicto desde el lado de la guerrilla comunista. Sus crónicas, consideradas demasiado críticas, provocaron intentos de restringir su entrada al país. Una década antes, ya se le había negado el acceso a España debido a su apoyo a la causa vasca. Fue considerada persona non grata en ese país hasta la muerte de Francisco Franco.
A finales de esa década, se mudó a Estados Unidos donde mantuvo lazos con redes internacionales de democracia cristiana y organizaciones católicas progresistas. En 1952 impulsó, junto con un grupo de mujeres, la fundación de un monasterio benedictino en Dilia, Nuevo México, concebido como un proyecto de vida religiosa y productiva con una capilla, una granja avícola y una lechería, destinado a generar empleo para la comunidad local. El proyecto fue cancelado en 1955 al no obtener el reconocimiento de la jerarquía eclesiástica. Ese mismo año obtuvo la ciudadanía estadounidense y continuó su labor como laica en el sur del país, bajo supervisión pastoral. En 1957, gracias a la mediación de Magda Peeters, fue admitida en el monasterio de las benedictinas en Menen, Bélgica, aunque su estancia fue breve, ya que las autoridades eclesiásticas consideraron que su carácter no era compatible con la vida en clausura. Posteriormente, retomó su actividad profesional antes de trasladarse nuevamente a Estados Unidos. Establecida en California, colaboró como activista laboral junto a César Chávez en la organización de trabajadores agrícolas.

### América Latina y su compromiso social
A través de un anuncio publicado en la prensa estadounidense, entró en contacto con Iván Illich, con quien inició una nueva etapa de trabajo en México. En 1961 se trasladó a México para integrarse al recién creado Centro Intercultural de Formación (CIF), fundado por Illich con apoyo de la Universidad Fordham. Este centro formaba a misioneros desde un enfoque intercultural, promoviendo la reflexión crítica sobre la acción pastoral, la cooperación internacional y el desarrollo en América Latina, en línea con sus intereses en la justicia social y la comunicación intercultural. Aunque no hablaba español al momento de su llegada, Hollants asumió tareas clave en la organización de seminarios, producción editorial y vinculación con redes internacionales, aprovechando su experiencia periodística y su dominio de idiomas. En 1962, fue la primera mujer en participar en el Concilio Vaticano II en Roma.
Su labor en el CIF sentó las bases para su participación en la creación del Centro Intercultural de Documentación (CIDOC) en 1965, donde colaboró en actividades de formación y producción editorial. Desde este espacio, continuó promoviendo una perspectiva crítica del desarrollo, con énfasis en las vivencias concretas de mujeres laicas y religiosas en comunidades populares, así como en el cuestionamiento de las estructuras eclesiales. Por su edad y trayectoria, pertenecía a una generación situada entre el sufragismo europeo y los movimientos de liberación de las mujeres.

### CIDHAL
A finales de la década de 1960 se separó del CIDOC y cofundó junto con otras religiosas y laicas de diversas nacionalidades, como Colette Rusch, Anne Loewenthal, Judith Lumb y Simone Bach la Coordinación de Iniciativas para el Desarrollo de América Latina (posteriormente CIDHAL), a la cual transformó en una de las primeras entidades feministas de la región. Desde sus inicios, CIDHAL integró una biblioteca especializada y un centro de documentación con enfoque de género. En colaboración con académicas como Elena Urrutia, Alaíde Foppa, Silvia Marcos y Perla Ortiz Monasterio, el colectivo organizó seminarios y publicó durante seis años un boletín trimestral, con materiales traducidos y también producidos en México y América Latina, contribuyendo a la circulación de pensamiento feminista en redes eclesiales y académicas.
El colectivo promovió procesos de concientización entre mujeres católicas, desde una pedagogía de la liberación, articulando análisis bíblico contextual, experiencias de vida y acción comunitaria. Publicaron materiales como manuales, cuadernillos, fotonovelas (como María, liberación del pueblo) y traducciones de teología feminista. Hollants priorizó en la primera década de CIDHAL una agenda de reforma eclesiástica, incluyendo la posibilidad de ordenar mujeres. Este esfuerzo se vinculó con grupos como la Women’s Ordination Conference (WOC), y más adelante con Women in Dialogue/Mujeres para el Diálogo.
CIDHAL se vinculó con redes feministas cristianas de Canadá, Estados Unidos y América Latina. Uno de los momentos clave de esta articulación fue su participación en actividades paralelas a la III Conferencia General del Episcopado Latinoamericano (CELAM) en Puebla, 1979. Ahí, Hollants colaboró con el grupo Women in Dialogue, que presentó propuestas sobre el lenguaje litúrgico, la participación de mujeres en la vida eclesial y la posibilidad de ordenar mujeres.
Con miras a la Conferencia Mundial del Año Internacional de la Mujer (1975), Hollants estableció contacto con la National Organization for Women (NOW) y con la teóloga Elizabeth Farians, encargada del grupo de Mujeres y Religión. En 1973 fue invitada por Betty Friedan a participar en el Primer Encuentro Internacional de Planeación Feminista en Boston, donde se discutió, sin éxito, la formación de un capítulo mexicano de NOW. Hacia finales de los años setenta, CIDHAL comenzó a incorporar nuevas generaciones de activistas laicas y exreligiosas, y su enfoque se amplió hacia los derechos sexuales y reproductivos, la salud y la autonomía corporal. Hollants se retiró gradualmente de la organización, pero facilitó colaboraciones con colectivos feministas como el Boston Women’s Health Book Collective, responsables de Our Bodies, Ourselves, que influyeron en la formación feminista en América Latina.

### VEMEA
En 1984, Hollants fundó Vejez en México: Estudios y Acción (VEMEA), una organización civil orientada al estudio y acompañamiento colectivo del envejecimiento, con énfasis en la situación de las mujeres mayores. La iniciativa retomó métodos desarrollados previamente en CIDHAL, como la documentación temática, la producción de materiales educativos, la traducción de textos internacionales y la formación mediante talleres. Como parte de sus primeras actividades, VEMEA organizó el primer curso de gerontología-geriatría para enfermeras en Cuernavaca, y promovió encuentros regionales sobre derechos, salud y autonomía en la vejez. Hollants planteaba la necesidad de transformar la visión dominante del envejecimiento, cuestionando su medicalización y proponiendo un enfoque comunitario, interdisciplinario y no asistencialista. Su trabajo en este campo comenzó desde la década de 1970, y en 1977 organizó un primer seminario internacional con participación de mujeres jóvenes de América Latina, centrado en el análisis de la vejez desde una perspectiva crítica y de género.

## Legado
Poco antes de su muerte, fue recibida en la Comunidad de Canónesas de San Agustín. Falleció el 9 de junio de 1996 en Cuernavaca. Su legado ha sido retomado en investigaciones académicas sobre espiritualidad feminista, pedagogías críticas y redes transnacionales de mujeres cristianas, y se le reconoce como una figura central en el cruce entre religión, género y movimientos sociales en América Latina. Una de las obras que recopila su pensamiento y acción es Recreando la huella de Betsie Hollants, editada por integrantes del CIDHAL.